# Spellemannprisen 2010
Der Spellemannpris 2010 war die 39. Ausgabe des norwegischen Musikpreises Spellemannprisen. Die Nominierungen berücksichtigten Veröffentlichungen des Musikjahres 2010. Die Verleihung der Preise fand am 5. März 2011 statt. In der Kategorie „Årets Spellemann“ wurde Karpe Diem ausgezeichnet, den Ehrenpreis („Hedersprisen“) erhielt A-ha.

## Verleihung
Die Verleihung fand am 5. März 2011 im Oslo Spektrum statt und wurde bei TV 2 übertragen. Als Moderatorenduo waren Solveig Kloppen und Ivar Christian Johansen (Ravi) im Einsatz. Die Sängerin Susanne Sundfør lehnte ihre Nominierung in der Kategorie „Künstlerin des Jahres“ ab. Sie begründete die Entscheidung damit, dass sie es nicht verstehe, warum es geschlechterspezifische Kategorien gäbe. Sie hatte bereits zuvor kritisch über die Kategorie geäußert.

## Gewinner
| Kategorie                                      | Gewinner                     | Werk                                                                       |
| ---------------------------------------------- | ---------------------------- | -------------------------------------------------------------------------- |
| Barneplate (Kinderplatte)                      | Rasmus og verdens beste band | Puppan te pappa                                                            |
| Blues                                          | Billy T. Band                | L.O.V.E. (Just a Silly Notion)                                             |
| Country                                        | Ida Jenshus                  | No Guarantees                                                              |
| Danseorkester (Tanzorchester)                  | Ole Ivars                    | Stjerneklart                                                               |
| Elektronika                                    | Lindstrøm & Christabelle     | Real Life is no Cool                                                       |
| Folkemusikk/Gammaldans (Volksmusik/Gammaldans) | Unni Boksasp Ensemble        | Keramello                                                                  |
| Hip Hop                                        | Lars Vaular                  | Helt om natten, helt om dagen                                              |
| Jazz                                           | Elephant9                    | Walk the Nile                                                              |
| Klassisk musikk (klassische Musik)             | Trondheimsolistene           | In Folk Style                                                              |
| Kvinnelig Artist (Künstlerin)                  | Ingrid Olava                 | The Guest                                                                  |
| Mannlig Artist (Künstler)                      | Thom Hell                    | All Good Things                                                            |
| Metal                                          | Enslaved                     | Axioma Ethica Odini                                                        |
| Popgruppe                                      | Kråkesølv                    | Bomtur til jorda                                                           |
| Rock                                           | Kvelertak                    | Kvelertak                                                                  |
| Samtidskomponist (zeitgenössischer Komponist)  | Nils Henrik Asheim           | Nils Henrik Asheim & Gjertrud's Gypsy Orchestra: Mazurka - Remaking Chopin |
| Samtidsmusikk (zeitgenössische Musik)          | Edvin Østergaard             | Die 7. Himmelsrichtung                                                     |
| Tekstforfatter (Textautor)                     | Erik Fosnes Hansen           | Finn Kalvik & Erik Fosnes Hansen: Neste stasjon Grorud                     |
| Viser (Weisen)                                 | Narum                        | Ælt som var søkk borte                                                     |
| Åpen Klasse (Offene Klasse)                    | Jaga Jazzist                 | One-Armed Bandit                                                           |
| Årets Hederspris (Ehrenpreis des Jahres)       | A-ha                         | –                                                                          |
| Årets Hit (Hit des Jahres)                     | Madcon                       | Glow                                                                       |
| Årets Musikkvideo (Musikvideo des Jahres)      | Yoga Fire                    | Superkul med kniv                                                          |
| Årets Nykommer (Newcomer des Jahres)           | Kvelertak                    | –                                                                          |
| Årets Produsent (Produzent des Jahres)         | Stargate                     | –                                                                          |
| Årets Spellemann (Spellemann des Jahres)       | Karpe Diem                   | Aldri solgt en løgn                                                        |

## Nominierte
Barneplate
- Eiksmarka skole og Rikskonsertene: Jeg vil bygge mitt land
- Maj Britt Andersen: Indranis sang
- Rasmus og verdens beste band: Puppan te pappa
- Terje Formo: Kaptein Sabeltann og havets hemmelighet

Blues
- Billy T. Band: L.O.V.E. (Just a Silly Notion)
- Erik 'Slim' Zahl & the South West Swingers: Daddy'O
- Little Andrew: Loadstone

Country
- Earlybird Stringband: Earlybird Stringband
- Hellbillies: Leite etter lykka
- Ida Jenshus: No Guarantees
- Steff Nevers: Ain't no Bad Life

Danseorkester
- Furulunds: Ekte diamant
- Ole Ivars: Stjerneklart
- Sogns: Ei enkel rose

Elektronika
- Bjørn Torske: Kokning
- Lindstrøm & Christabelle: Real Life is no Cool
- Ost & Kjex: Cajun Lunch

Folkemusikk/Gammaldans
- Gjermund Larsen Trio: Aurum
- Ingvill Marit Buen Garnås, Per Anders Buen Garnås: Salme, segn & solbøn
- Sondre Bratland, Annbjørg Lien: Alle vegne
- Unni Boksasp Ensemble: Keramello

Hip Hop
- Karpe Diem: Aldri solgt en løgn
- Lars Vaular: Helt om natten, helt om dagen
- Salvador Sanchez: Happy Daze

Jazz
- Elephant9: Walk the Nile
- Ivar Antonsen, Vigleik Storaas: Dialogues
- Paolo Vinaccia: Very Much Alive
- Supersilent: 10
- Trondheim Jazz Orchestra, Eirik Hegdal, Joshua Redman: Triads and More

Klassisk musikk
- Håvard Gimse, Henning Kraggerud: Schubert & Schumann
- Leif Ove Andsnes: Rachmaninov: Piano Concertos 3 & 4
- Sigurd Slåttebrekk, Oslo Filharmoniske Orkester, Michail Jurowski: Chasing the Butterfly
- Trondheimsolistene: In Folk Style

Kvinnelig Artist
- Christel Alsos: Tomorrow is
- Ida Marie: Katla
- Ingrid Olava: The Guest

Mannlig artist
- Moddi: Floriography
- Odd Nordstoga: November
- Thom Hell: All Good Things
- Thomas Dybdahl: Waiting for that One Clear Moment

Metal
- Enslaved: Axioma Ethica Odini
- Ihsahn: After
- Shining: Blackjazz
- Solefald: Norrøn livskunst

Popgruppe
- deLillos: Hjernen er alene i Operaen
- I Was a King: Old Friends
- Kråkesølv: Bomtur til jorda
- Madcon: Contraband

Populærkomponist
- Gjermund Larsen: Aurum
- Ingrid Olava: The Guest
- Odd Nordstoga: November
- Susanne Sundfør: The Brothel
- Thom Hell: All Good Things

Rock
- Blood Command: Ghostlocks
- Kvelertak: Kvelertak
- Motorpsycho: Heavy Metal Fruit
- Serena-Maneesh: No 2: Abyss in B minor
- Tommy Tokyo & Starving for my Gravy: Go time, Showtime & Absolute War

Samtidskomponist
- Knut Vaage: Bergen Philharmonic Orchestra: Gardens of Hokkaido
- Lene Grenager: Alpaca Ensemble: Systema Naturae
- Nils Henrik Asheim: Nils Henrik Asheim & Gjertrud's Gypsy Orchestra: Mazurka - Remaking Chopin

Samtidsmusikk
- Alpaca Ensemble: Systema Naturae
- Edvin Østergaard: Die 7. Himmelsrichtung
- Øivind Farmen: Norwegian Safari

Tekstforfatter
- Erik Fosnes Hansen: Finn Kalvik & Erik Fosnes Hansen: Neste stasjon Grorud
- Ingrid Olava: Ingrid Olava: The Guest
- Odd Nordstoga: Odd Nordstoga: November
- Susanne Sundfør: Susanne Sundfør: The Brothel

Viser
- Finn Kalvik, Erik Fosnes Hansen: Neste stasjon Grorud
- Frida Ånnevik: Synlige hjerteslag
- Jan Toft: Alle e aleina
- Narum: Ælt som var søkk borte
- Vamp: I full symfoni II

Åpen Klasse
- Beady Belle: At Welding Bridge
- Jaga Jazzist: One-Armed Bandit
- Karl Seglem: Ossicles
- Pelbo: Pelbo
- Petter Wettre, Audun Kleice: The Only Way to Travel 2

Årets hit
- Bjørn Johan Muri: Yes Man
- Karpe Diem: Ruter
- Lars Vaular: Rett opp og ned
- Madcon: Glow
- Maria Mena: Home for Christmas

Årets musikkvideo
- Casiokids: En vill hest
- Kaizers Orchestra: Hjerteknuser
- Lars Vaular: En eneste
- Röyksopp: The Drug
- Yoga Fire: Superkul med kniv

Årets nykommer
- Bjørn Johan Muri
- Frida Ånnevik
- Kvelertak
- Moddi
- Thomas Eriksen